# Copa Libertadores da América de 2012
A Copa Libertadores da América de 2012 foi a 53.ª edição da competição de futebol realizada todos os anos pela Confederação Sul-Americana de Futebol. Equipes das dez associações sul-americanas mais o México participaram do torneio. Existia também a possibilidade desta edição marcar o início da participação estadunidense na competição, com a presença de três clubes, mas nenhuma vaga foi designada no sorteio da competição realizada a 25 de novembro de 2011.
O Corinthians, do Brasil, garantiu o título e uma vaga na Copa do Mundo de Clubes da FIFA de 2012 que foi disputada no Japão, como representante da CONMEBOL (onde viria a conquistar o título) e o direito de disputar a Recopa Sul-Americana de 2013, ao vencer o Boca Juniors, da Argentina. Na partida de ida realizada em La Bombonera, Buenos Aires, as equipes empataram em 1–1, e a vitória por 2–0 no Estádio do Pacaembu, em São Paulo, garantiu o título ao Corinthians, de maneira invicta (o que não ocorria desde 1978). Foi a primeira conquista da equipe brasileira na competição.

## Equipes classificadas

Escalação de Corinthians e Boca Juniors na Final da Libertadores de 2012

| País                               | Equipe                 | Classificação                                                                 |
| ---------------------------------- | ---------------------- | ----------------------------------------------------------------------------- |
| Argentina · (5 vagas)              | Vélez Sarsfield        | Campeão do Torneio Clausura 2011                                              |
| Argentina · (5 vagas)              | Boca Juniors           | Campeão do Torneio Apertura 2011                                              |
| Argentina · (5 vagas)              | Lanús                  | Melhor pontuação na tabela agregada de 2011                                   |
| Argentina · (5 vagas)              | Godoy Cruz             | 2ª melhor pontuação na tabela agregada de 2011                                |
| Argentina · (5 vagas)              | Arsenal de Sarandí     | Melhor colocado na Copa Sul-Americana de 2011 não classificado                |
| Bolívia · (3 vagas)                | Bolívar                | Campeão do Torneio Adecuación 2011                                            |
| Bolívia · (3 vagas)                | The Strongest          | Campeão do Torneio Apertura 2011                                              |
| Bolívia · (3 vagas)                | Real Potosí            | Vice-campeão do Torneio Adecuación 2011                                       |
| Brasil · (5 vagas + atual campeão) | Santos                 | Campeão da Libertadores 2011                                                  |
| Brasil · (5 vagas + atual campeão) | Corinthians            | Campeão do Campeonato Brasileiro Série A 2011                                 |
| Brasil · (5 vagas + atual campeão) | Vasco da Gama          | Campeão da Copa do Brasil de 2011                                             |
| Brasil · (5 vagas + atual campeão) | Fluminense             | 3º colocado do Campeonato Brasileiro Série A 2011                             |
| Brasil · (5 vagas + atual campeão) | Flamengo               | 4º colocado no Campeonato Brasileiro Série A 2011                             |
| Brasil · (5 vagas + atual campeão) | Internacional          | 5º colocado no Campeonato Brasileiro Série A 2011                             |
| Chile · (3 vagas)                  | Universidad de Chile   | Campeão dos Torneios Apertura e Clausura 2011 e da Copa Sul-Americana de 2011 |
| Chile · (3 vagas)                  | Universidad Católica   | Melhor pontuação na temporada 2011                                            |
| Chile · (3 vagas)                  | Unión Española         | 2ª melhor pontuação na temporada 2011                                         |
| Colômbia · (3 vagas)               | Atlético Nacional      | Campeão do Torneio Apertura 2011                                              |
| Colômbia · (3 vagas)               | Junior de Barranquilla | Campeão do Torneio Finalización 2011                                          |
| Colômbia · (3 vagas)               | Once Caldas            | Melhor pontuação na temporada 2011                                            |
| Equador · (3 vagas)                | Deportivo Quito        | Campeão do Campeonato Equatoriano de 2011                                     |
| Equador · (3 vagas)                | Emelec                 | Vice-campeão do Campeonato Equatoriano de 2011                                |
| Equador · (3 vagas)                | El Nacional            | 3º colocado no Campeonato Equatoriano de 2011                                 |
| Paraguai · (3 vagas)               | Olimpia                | Melhor pontuação entre os campeões do Apertura e Clausura 2011                |
| Paraguai · (3 vagas)               | Nacional               | Segunda melhor pontuação entre os campeões do Apertura e Clausura 2011        |
| Paraguai · (3 vagas)               | Libertad               | Melhor pontuação entre os não-campeões do Apertura e Clausura 2011            |
| Peru · (3 vagas)                   | Juan Aurich            | Campeão do Campeonato Descentralizado 2011                                    |
| Peru · (3 vagas)                   | Alianza Lima           | Vice-campeão do Campeonato Descentralizado 2011                               |
| Peru · (3 vagas)                   | Sport Huancayo         | 3º colocado no Campeonato Descentralizado 2011                                |
| Uruguai · (3 vagas)                | Nacional               | Campeão do Campeonato Uruguaio de 2010–11                                     |
| Uruguai · (3 vagas)                | Defensor Sporting      | Vice-campeão do Campeonato Uruguaio de 2010–11                                |
| Uruguai · (3 vagas)                | Peñarol                | Melhor pontuação na tabela agregada de 2010–11                                |
| Venezuela · (3 vagas)              | Deportivo Táchira      | Campeão do Campeonato Venezuelano de 2010–11                                  |
| Venezuela · (3 vagas)              | Zamora                 | Vice-campeão do Campeonato Venezuelano de 2010–11                             |
| Venezuela · (3 vagas)              | Caracas                | Melhor pontuação na tabela agregada de 2010–11                                |
| México · (3 vagas)                 | Chivas Guadalajara     | Melhor colocado na fase classificatória do Apertura 2011                      |
| México · (3 vagas)                 | Cruz Azul              | 2º melhor colocado na fase classificatória do Apertura 2011                   |
| México · (3 vagas)                 | Tigres UANL            | 3º melhor colocado na fase classificatória do Apertura 2011                   |

## Sorteio
O sorteio da fase de grupos e os cruzamentos entre as equipes que iniciaram a primeira fase se realizou em 25 de novembro de 2011, no Centro de Convenções da CONMEBOL em Luque, na Grande Assunção, Paraguai.
Brasil e Argentina, com duas equipes, mais Uruguai, Paraguai, Chile e Bolívia, com a denominada equipe 1, foram designados como cabeças-de-chave. O resultado do sorteio determinou os seguintes confrontos:
| Primeira fase | Primeira fase      | Primeira fase  |
| ------------- | ------------------ | -------------- |
| Chave 1       | Arsenal de Sarandí | Sport Huancayo |
| Chave 2       | Flamengo           | Real Potosí    |
| Chave 3       | Peñarol            | Caracas        |
| Chave 4       | Libertad           | El Nacional    |
| Chave 5       | Internacional      | Once Caldas    |
| Chave 6       | Tigres UANL        | Unión Española |

| Fase de grupos                                          | Fase de grupos                                   | Fase de grupos                                                          | Fase de grupos                                                        |
| Grupo 1                                                 | Grupo 2                                          | Grupo 3                                                                 | Grupo 4                                                               |
| ------------------------------------------------------- | ------------------------------------------------ | ----------------------------------------------------------------------- | --------------------------------------------------------------------- |
| Santos Juan Aurich The Strongest Vencedor da chave 5    | Olimpia Emelec Lanús Vencedor da chave 2         | Bolívar Junior de Barranquilla Universidad Católica Vencedor da chave 6 | Boca Juniors Zamora Fluminense Vencedor da chave 1                    |
| Grupo 5                                                 | Grupo 6                                          | Grupo 7                                                                 | Grupo 8                                                               |
| Nacional Alianza Lima Vasco da Gama Vencedor da chave 4 | Corinthians Deportivo Táchira Nacional Cruz Azul | Vélez Sarsfield Deportivo Quito Defensor Sporting Chivas Guadalajara    | Universidad de Chile Atlético Nacional Godoy Cruz Vencedor da chave 3 |

## Transmissão
A Fox Sports, de propriedade do grupo norte-americano News Corporation, com sede na Argentina, é a principal detentora dos direitos de transmissão na América Latina e, ao mesmo tempo, a co-organizadora do torneio desde 1998 junto a uma empresa multinacional (desde 2008 o Grupo Santander), oferecendo prêmios em dinheiro aos clubes que passam em cada fase.[carece de fontes?]
No Brasil a Rede Globo detém os direitos de TV aberta para o país até a edição de 2018. A emissora irá transmitir até duas partidas envolvendo clubes brasileiros por semana, além da final.
A novidade fica por conta dos direitos de TV por assinatura. Nas últimas sete edições, foi transmitido pelo SporTV (canal de esportes da Rede Globo), alem da participação do BandSports na última edição. Mas a News Corporation anunciou a chegada da Fox Sports ao país após quinze anos de fundação, com início em fevereiro, coincidindo com o início da segunda fase, conseguindo de imediato, os direitos de transmissão exclusiva na TV por assinatura.

## Primeira fase
Esta fase foi disputada entre 24 de janeiro e 2 de fevereiro. Doze equipes iniciaram dessa fase onde seis se classificaram a fase seguinte. Em caso de igualdade em pontos, o primeiro critério de desempate seria o gol marcado fora de casa. Equipe 1 realizou a partida de ida em casa.
| Chave | Equipe 1           | Total | Equipe 2       | Ida | Volta |
| ----- | ------------------ | ----- | -------------- | --- | ----- |
| 1     | Arsenal de Sarandí | 4–1   | Sport Huancayo | 3–0 | 1–1   |
| 2     | Real Potosí        | 2–3   | Flamengo       | 2–1 | 0–2   |
| 3     | Peñarol            | 5–1   | Caracas        | 4–0 | 1–1   |
| 4     | El Nacional        | 2–4   | Libertad       | 1–0 | 1–4   |
| 5     | Internacional      | 3–2   | Once Caldas    | 1–0 | 2–2   |
| 6     | Unión Española     | 3–2   | Tigres UANL    | 1–0 | 2–2   |

## Fase de grupos
As partidas da fase de grupos foram disputadas entre 7 de fevereiro e 19 de abril. As duas melhores equipes de cada grupo avançaram para a fase final, totalizando 16 classificados.

### Grupo 1
| Pos | Equipe        | Pts | J | V | E | D | GP | GC | SG | Classificado |     | SAN | INT | STR | AUR |
| --- | ------------- | --- | - | - | - | - | -- | -- | -- | ------------ | --- | --- | --- | --- | --- |
| 1   | Santos        | 13  | 6 | 4 | 1 | 1 | 12 | 5  | +7 | Fase final   |     | —   | 3–1 | 2–0 | 2–0 |
| 2   | Internacional | 8   | 6 | 2 | 2 | 2 | 10 | 6  | +4 | Fase final   |     | 1–1 | —   | 5–0 | 2–0 |
| 3   | The Strongest | 7   | 6 | 2 | 1 | 3 | 5  | 11 | −6 |              |     | 2–1 | 1–1 | —   | 2–1 |
| 4   | Juan Aurich   | 6   | 6 | 2 | 0 | 4 | 4  | 9  | −5 |              | 1–3 | 1–0 | 1–0 | —   |     |

### Grupo 2
| Pos | Equipe   | Pts | J | V | E | D | GP | GC | SG | Classificado |     | LAN | EME | FLA | OLI |
| --- | -------- | --- | - | - | - | - | -- | -- | -- | ------------ | --- | --- | --- | --- | --- |
| 1   | Lanús    | 10  | 6 | 3 | 1 | 2 | 11 | 6  | +5 | Fase final   |     | —   | 1–0 | 1–1 | 6–0 |
| 2   | Emelec   | 9   | 6 | 3 | 0 | 3 | 7  | 8  | −1 | Fase final   |     | 0–2 | —   | 3–2 | 1–0 |
| 3   | Flamengo | 8   | 6 | 2 | 2 | 2 | 12 | 10 | +2 |              |     | 3–0 | 1–0 | —   | 3–3 |
| 4   | Olimpia  | 7   | 6 | 2 | 1 | 3 | 10 | 16 | −6 |              | 2–1 | 2–3 | 3–2 | —   |     |

### Grupo 3
| Pos | Equipe                 | Pts | J | V | E | D | GP | GC | SG | Classificado |     | UE  | BOL | JUN | UC  |
| --- | ---------------------- | --- | - | - | - | - | -- | -- | -- | ------------ | --- | --- | --- | --- | --- |
| 1   | Unión Española         | 10  | 6 | 3 | 1 | 2 | 10 | 7  | +3 | Fase final   |     | —   | 2–1 | 2–0 | 1–1 |
| 2   | Bolívar                | 10  | 6 | 3 | 1 | 2 | 9  | 7  | +2 | Fase final   |     | 1–3 | —   | 2–1 | 3–0 |
| 3   | Junior de Barranquilla | 7   | 6 | 2 | 1 | 3 | 8  | 8  | 0  |              |     | 2–1 | 0–1 | —   | 3–0 |
| 4   | Universidad Católica   | 6   | 6 | 1 | 3 | 2 | 6  | 11 | −5 |              | 2–1 | 1–1 | 2–2 | —   |     |

### Grupo 4
| Pos | Equipe             | Pts | J | V | E | D | GP | GC | SG | Classificado |     | FLU | BOC | ARS | ZAM |
| --- | ------------------ | --- | - | - | - | - | -- | -- | -- | ------------ | --- | --- | --- | --- | --- |
| 1   | Fluminense         | 15  | 6 | 5 | 0 | 1 | 7  | 4  | +3 | Fase final   |     | —   | 0–2 | 1–0 | 1–0 |
| 2   | Boca Juniors       | 13  | 6 | 4 | 1 | 1 | 9  | 3  | +6 | Fase final   |     | 1–2 | —   | 2–0 | 2–0 |
| 3   | Arsenal de Sarandí | 6   | 6 | 2 | 0 | 4 | 6  | 7  | −1 |              |     | 1–2 | 1–2 | —   | 3–0 |
| 4   | Zamora             | 1   | 6 | 0 | 1 | 5 | 0  | 8  | −8 |              | 0–1 | 0–0 | 0–1 | —   |     |

### Grupo 5
| Pos | Equipe        | Pts | J | V | E | D | GP | GC | SG | Classificado |     | LIB | VAS | NAC | ALI |
| --- | ------------- | --- | - | - | - | - | -- | -- | -- | ------------ | --- | --- | --- | --- | --- |
| 1   | Libertad      | 13  | 6 | 4 | 1 | 1 | 11 | 7  | +4 | Fase final   |     | —   | 1–1 | 2–1 | 4–1 |
| 2   | Vasco da Gama | 13  | 6 | 4 | 1 | 1 | 10 | 6  | +4 | Fase final   |     | 2–0 | —   | 1–2 | 3–2 |
| 3   | Nacional      | 6   | 6 | 2 | 0 | 4 | 5  | 7  | −2 |              |     | 1–2 | 0–1 | —   | 1–0 |
| 4   | Alianza Lima  | 3   | 6 | 1 | 0 | 5 | 6  | 12 | −6 |              | 1–2 | 1–2 | 1–0 | —   |     |

### Grupo 6
| Pos | Equipe            | Pts | J | V | E | D | GP | GC | SG  | Classificado |     | COR | CAZ | NAC | TAC |
| --- | ----------------- | --- | - | - | - | - | -- | -- | --- | ------------ | --- | --- | --- | --- | --- |
| 1   | Corinthians       | 14  | 6 | 4 | 2 | 0 | 13 | 2  | +11 | Fase final   |     | —   | 1–0 | 2–0 | 6–0 |
| 2   | Cruz Azul         | 11  | 6 | 3 | 2 | 1 | 11 | 4  | +7  | Fase final   |     | 0–0 | —   | 4–1 | 4–0 |
| 3   | Nacional          | 4   | 6 | 1 | 1 | 4 | 6  | 13 | −7  |              |     | 1–3 | 1–2 | —   | 3–2 |
| 4   | Deportivo Táchira | 3   | 6 | 0 | 3 | 3 | 4  | 15 | −11 |              | 1–1 | 1–1 | 0–0 | —   |     |

### Grupo 7
| Pos | Equipe             | Pts | J | V | E | D | GP | GC | SG  | Classificado |     | VEL | QUI | DEF | GDL |
| --- | ------------------ | --- | - | - | - | - | -- | -- | --- | ------------ | --- | --- | --- | --- | --- |
| 1   | Vélez Sarsfield    | 12  | 6 | 4 | 0 | 2 | 10 | 6  | +4  | Fase final   |     | —   | 1–0 | 1–3 | 3–0 |
| 2   | Deportivo Quito    | 10  | 6 | 3 | 1 | 2 | 11 | 4  | +7  | Fase final   |     | 3–0 | —   | 2–0 | 5–0 |
| 3   | Defensor Sporting  | 9   | 6 | 3 | 0 | 3 | 6  | 7  | −1  |              |     | 0–3 | 2–0 | —   | 1–0 |
| 4   | Chivas Guadalajara | 4   | 6 | 1 | 1 | 4 | 2  | 12 | −10 |              | 0–2 | 1–1 | 1–0 | —   |     |

### Grupo 8
| Pos | Equipe               | Pts | J | V | E | D | GP | GC | SG | Classificado |     | UCH | ATN | GOD | PEÑ |
| --- | -------------------- | --- | - | - | - | - | -- | -- | -- | ------------ | --- | --- | --- | --- | --- |
| 1   | Universidad de Chile | 13  | 6 | 4 | 1 | 1 | 11 | 6  | +5 | Fase final   |     | —   | 2–1 | 5–1 | 2–1 |
| 2   | Atlético Nacional    | 11  | 6 | 3 | 2 | 1 | 16 | 8  | +8 | Fase final   |     | 2–0 | —   | 2–2 | 3–0 |
| 3   | Godoy Cruz           | 5   | 6 | 1 | 2 | 3 | 10 | 16 | −6 |              |     | 0–1 | 4–4 | —   | 1–0 |
| 4   | Peñarol              | 4   | 6 | 1 | 1 | 4 | 6  | 13 | −7 |              | 1–1 | 0–4 | 4–2 | —   |     |

## Classificação para a fase final
Para a determinação das chaves da fase de oitavas de final em diante, as equipes serão divididas entre os primeiros colocados e os segundos colocados na fase de grupos, definindo os cruzamentos da seguinte forma: 1º vs. 16º, 2º vs. 15º, 3º vs. 14º, 4º vs. 13º, 5º vs. 12º, 6º vs. 11º, 7º vs. 10º e 8º vs. 9º, sendo de 1º a 8º os primeiros de cada grupo e de 9º a 16º os segundos.
Esta classificação também servirá para determinar em todas as fases seguintes qual time jogará a partida de volta em casa, sendo sempre o time de melhor colocação a ter este direito.
Caso duas equipes de um mesmo país se classifiquem para a fase semifinal, elas obrigatoriamente terão que se enfrentar, mesmo que o emparceiramento não aponte para isso. Se na decisão, uma das equipes for do México, a primeira partida da final será obrigatoriamente em território mexicano.
Tabela de classificação
| Pos. | Primeiros dos grupos | Pts | J | V | E | D | GP | GC | SG  | Ap  |
| ---- | -------------------- | --- | - | - | - | - | -- | -- | --- | --- |
| 1    | Fluminense           | 15  | 6 | 5 | 0 | 1 | 7  | 4  | +3  | 83% |
| 2    | Corinthians          | 14  | 6 | 4 | 2 | 0 | 13 | 2  | +11 | 78% |
| 3    | Santos               | 13  | 6 | 4 | 1 | 1 | 12 | 5  | +7  | 72% |
| 4    | Universidad de Chile | 13  | 6 | 4 | 1 | 1 | 11 | 6  | +5  | 72% |
| 5    | Libertad             | 13  | 6 | 4 | 1 | 1 | 11 | 7  | +4  | 72% |
| 6    | Vélez Sarsfield      | 12  | 6 | 4 | 0 | 2 | 10 | 6  | +4  | 66% |
| 7    | Lanús                | 10  | 6 | 3 | 1 | 2 | 11 | 6  | +5  | 56% |
| 8    | Unión Española       | 10  | 6 | 3 | 1 | 2 | 10 | 7  | +3  | 56% |

| Pos. | Segundos dos grupos | Pts | J | V | E | D | GP | GC | SG | Ap  |
| ---- | ------------------- | --- | - | - | - | - | -- | -- | -- | --- |
| 9    | Boca Juniors        | 13  | 6 | 4 | 1 | 1 | 9  | 3  | +6 | 72% |
| 10   | Vasco da Gama       | 13  | 6 | 4 | 1 | 1 | 10 | 6  | +4 | 72% |
| 11   | Atlético Nacional   | 11  | 6 | 3 | 2 | 1 | 16 | 8  | +8 | 61% |
| 12   | Cruz Azul           | 11  | 6 | 3 | 2 | 1 | 11 | 4  | +7 | 61% |
| 13   | Deportivo Quito     | 10  | 6 | 3 | 1 | 2 | 11 | 4  | +7 | 56% |
| 14   | Bolívar             | 10  | 6 | 3 | 1 | 2 | 9  | 7  | +2 | 56% |
| 15   | Emelec              | 9   | 6 | 3 | 0 | 3 | 7  | 8  | –1 | 50% |
| 16   | Internacional       | 8   | 6 | 2 | 2 | 2 | 10 | 6  | +4 | 44% |

## Fase final
Em itálico, os times que possuem o mando de campo no primeiro jogo do confronto e em negrito os times classificados.
|  | Oitavas de final         | Oitavas de final           | Oitavas de final         | Oitavas de final         |       |                 | Quartas de final | Quartas de final | Quartas de final | Quartas de final |  |              | Semifinais       | Semifinais       | Semifinais       | Semifinais       |              |   | Final                    | Final                    | Final                    | Final                    |
|  | 25 de abril a 10 de maio | 25 de abril a 10 de maio   | 25 de abril a 10 de maio | 25 de abril a 10 de maio |       |                 | 16 a 24 de maio  | 16 a 24 de maio  | 16 a 24 de maio  | 16 a 24 de maio  |  |              | 13 a 21 de junho | 13 a 21 de junho | 13 a 21 de junho | 13 a 21 de junho |              |   | 27 de junho e 4 de julho | 27 de junho e 4 de julho | 27 de junho e 4 de julho | 27 de junho e 4 de julho |
|  |                          |                            |                          |                          |       |                 |                  |                  |                  |                  |  |              |                  |                  |                  |                  |              |   |                          |                          |                          |                          |
|  | Boca Juniors             | 2                          | 3                        | 5                        |       |                 |                  |                  |                  |                  |  |              |                  |                  |                  |                  |              |   |                          |                          |                          |                          |
|  | Unión Española           | 1                          | 2                        | 3                        |       |                 |                  |                  |                  |                  |  |              |                  |                  |                  |                  |              |   |                          |                          |                          |                          |
|  | Unión Española           | 1                          | 2                        | 3                        |       | Boca Juniors    | 1                | 1                | 2                |                  |  |              |                  |                  |                  |                  |              |   |                          |                          |                          |                          |
|  |                          |                            |                          |                          |       | Boca Juniors    | 1                | 1                | 2                |                  |  |              |                  |                  |                  |                  |              |   |                          |                          |                          |                          |
|  |                          | Fluminense                 | 0                        | 1                        | 1     |                 |                  |                  |                  |                  |  |              |                  |                  |                  |                  |              |   |                          |                          |                          |                          |
|  | Internacional            | Fluminense                 | 0                        | 1                        | 1     | 0               | 1                | 1                |                  |                  |  |              |                  |                  |                  |                  |              |   |                          |                          |                          |                          |
|  | Internacional            |                            |                          |                          |       | 0               | 1                | 1                |                  |                  |  |              |                  |                  |                  |                  |              |   |                          |                          |                          |                          |
|  | Fluminense               | 0                          | 2                        | 2                        |       |                 |                  |                  |                  |                  |  |              |                  |                  |                  |                  |              |   |                          |                          |                          |                          |
|  | Fluminense               | 0                          | 2                        | 2                        |       |                 |                  |                  |                  |                  |  | Boca Juniors | 2                | 0                | 2                |                  |              |   |                          |                          |                          |                          |
|  |                          |                            |                          |                          |       |                 |                  |                  |                  |                  |  | Boca Juniors | 2                | 0                | 2                |                  |              |   |                          |                          |                          |                          |
|  |                          | Universidad de Chile       | 0                        | 0                        | 0     |                 |                  |                  |                  |                  |  |              |                  |                  |                  |                  |              |   |                          |                          |                          |                          |
|  | Cruz Azul                | Universidad de Chile       | 0                        | 0                        | 0     | 1               | 0                | 1                |                  |                  |  |              |                  |                  |                  |                  |              |   |                          |                          |                          |                          |
|  | Cruz Azul                |                            |                          |                          |       | 1               | 0                | 1                |                  |                  |  |              |                  |                  |                  |                  |              |   |                          |                          |                          |                          |
|  | Libertad                 | 1                          | 2                        | 3                        |       |                 |                  |                  |                  |                  |  |              |                  |                  |                  |                  |              |   |                          |                          |                          |                          |
|  | Libertad                 | 1                          | 2                        | 3                        |       | Libertad        | 1                | 1                | 2 (3)            |                  |  |              |                  |                  |                  |                  |              |   |                          |                          |                          |                          |
|  |                          |                            |                          |                          |       | Libertad        | 1                | 1                | 2 (3)            |                  |  |              |                  |                  |                  |                  |              |   |                          |                          |                          |                          |
|  |                          | Universidad de Chile (pen) | 1                        | 1                        | 2 (5) |                 |                  |                  |                  |                  |  |              |                  |                  |                  |                  |              |   |                          |                          |                          |                          |
|  | Deportivo Quito          | Universidad de Chile (pen) | 1                        | 1                        | 2 (5) | 4               | 0                | 4                |                  |                  |  |              |                  |                  |                  |                  |              |   |                          |                          |                          |                          |
|  | Deportivo Quito          |                            |                          |                          |       | 4               | 0                | 4                |                  |                  |  |              |                  |                  |                  |                  |              |   |                          |                          |                          |                          |
|  | Universidad de Chile     | 1                          | 6                        | 7                        |       |                 |                  |                  |                  |                  |  |              |                  |                  |                  |                  |              |   |                          |                          |                          |                          |
|  | Universidad de Chile     | 1                          | 6                        | 7                        |       |                 |                  |                  |                  |                  |  |              |                  |                  |                  |                  | Boca Juniors | 1 | 0                        | 1                        |                          |                          |
|  |                          |                            |                          |                          |       |                 |                  |                  |                  |                  |  |              |                  |                  |                  |                  |              | 1 | 0                        | 1                        |                          |                          |
|  |                          | Corinthians                | 1                        | 2                        | 3     |                 |                  |                  |                  |                  |  |              |                  |                  |                  |                  |              |   |                          |                          |                          |                          |
|  | Atlético Nacional        | Corinthians                | 1                        | 2                        | 3     | 0               | 1                | 1                |                  |                  |  |              |                  |                  |                  |                  |              |   |                          |                          |                          |                          |
|  | Atlético Nacional        |                            |                          |                          |       | 0               | 1                | 1                |                  |                  |  |              |                  |                  |                  |                  |              |   |                          |                          |                          |                          |
|  | Vélez Sarsfield          | 1                          | 1                        | 2                        |       |                 |                  |                  |                  |                  |  |              |                  |                  |                  |                  |              |   |                          |                          |                          |                          |
|  | Vélez Sarsfield          | 1                          | 1                        | 2                        |       | Vélez Sarsfield | 1                | 0                | 1 (2)            |                  |  |              |                  |                  |                  |                  |              |   |                          |                          |                          |                          |
|  |                          |                            |                          |                          |       | Vélez Sarsfield | 1                | 0                | 1 (2)            |                  |  |              |                  |                  |                  |                  |              |   |                          |                          |                          |                          |
|  |                          | Santos (pen)               | 0                        | 1                        | 1 (4) |                 |                  |                  |                  |                  |  |              |                  |                  |                  |                  |              |   |                          |                          |                          |                          |
|  | Bolívar                  | Santos (pen)               | 0                        | 1                        | 1 (4) | 2               | 0                | 2                |                  |                  |  |              |                  |                  |                  |                  |              |   |                          |                          |                          |                          |
|  | Bolívar                  |                            |                          |                          |       | 2               | 0                | 2                |                  |                  |  |              |                  |                  |                  |                  |              |   |                          |                          |                          |                          |
|  | Santos                   | 1                          | 8                        | 9                        |       |                 |                  |                  |                  |                  |  |              |                  |                  |                  |                  |              |   |                          |                          |                          |                          |
|  | Santos                   | 1                          | 8                        | 9                        |       |                 |                  |                  |                  |                  |  | Santos       | 0                | 1                | 1                |                  |              |   |                          |                          |                          |                          |
|  |                          |                            |                          |                          |       |                 |                  |                  |                  |                  |  | Santos       | 0                | 1                | 1                |                  |              |   |                          |                          |                          |                          |
|  |                          | Corinthians                | 1                        | 1                        | 2     |                 |                  |                  |                  |                  |  |              |                  |                  |                  |                  |              |   |                          |                          |                          |                          |
|  | Vasco da Gama (pen)      | Corinthians                | 1                        | 1                        | 2     | 2               | 1                | 3 (5)            |                  |                  |  |              |                  |                  |                  |                  |              |   |                          |                          |                          |                          |
|  | Vasco da Gama (pen)      |                            |                          |                          |       | 2               | 1                | 3 (5)            |                  |                  |  |              |                  |                  |                  |                  |              |   |                          |                          |                          |                          |
|  | Lanús                    | 1                          | 2                        | 3 (4)                    |       |                 |                  |                  |                  |                  |  |              |                  |                  |                  |                  |              |   |                          |                          |                          |                          |
|  | Lanús                    | 1                          | 2                        | 3 (4)                    |       | Vasco da Gama   | 0                | 0                | 0                |                  |  |              |                  |                  |                  |                  |              |   |                          |                          |                          |                          |
|  |                          |                            |                          |                          |       | Vasco da Gama   | 0                | 0                | 0                |                  |  |              |                  |                  |                  |                  |              |   |                          |                          |                          |                          |
|  |                          | Corinthians                | 0                        | 1                        | 1     |                 |                  |                  |                  |                  |  |              |                  |                  |                  |                  |              |   |                          |                          |                          |                          |
|  | Emelec                   | Corinthians                | 0                        | 1                        | 1     | 0               | 0                | 0                |                  |                  |  |              |                  |                  |                  |                  |              |   |                          |                          |                          |                          |
|  | Emelec                   |                            |                          |                          |       | 0               | 0                | 0                |                  |                  |  |              |                  |                  |                  |                  |              |   |                          |                          |                          |                          |
|  | Corinthians              | 0                          | 3                        | 3                        |       |                 |                  |                  |                  |                  |  |              |                  |                  |                  |                  |              |   |                          |                          |                          |                          |

### Final
Jogo de ida
| 27 de junho   | Boca Juniors  | 1 – 1     | Corinthians   | Estádio La Bombonera, Buenos Aires |
| 21:50 (UTC-3) | Roncaglia 72' | Relatório | Romarinho 84' | Árbitro: CHI Enrique Osses         |

| Boca Juniors | Corinthians |

Jogo de volta
| 4 de julho    | Corinthians      | 2 – 0     | Boca Juniors | Estádio do Pacaembu, São Paulo |
| 21:50 (UTC-3) | Emerson 53', 72' | Relatório |              | Árbitro: COL Wilmar Roldán     |

| Corinthians | Boca Juniors |

## Premiação
| Copa Libertadores da América de 2012 |
| ------------------------------------ |
| CORINTHIANS Campeão (1º título)      |

## Seleção do campeonato
Em 24 de julho a CONMEBOL divulgou a seleção da Copa Libertadores de 2012. Como campeão, o Corinthians é o clube com mais representates na lista, com quatro jogadores (destacados em negrito):
Goleiro
- Cássio (Corinthians)

Defensores
- Matías Rodríguez (Universidad de Chile)
- José Manuel Rojas (Universidad de Chile)
- Leandro Castán (Corinthians)
- Clemente Rodríguez (Boca Juniors)

Meio-campistas
- Marcelo Díaz (Universidad de Chile)
- Paulinho (Corinthians)
- Juan Román Riquelme (Boca Juniors)

Atacantes
- Emerson Sheik (Corinthians)
- Neymar (Santos)
- Dorlan Pabón (Atlético Nacional)

Técnico
- Tite (Corinthians)

## Maiores públicos
Esses são os dez maiores públicos da Libertadores:
| Nº | Público[i] | Mandante             | Placar | Visitante            | Estádio           | Data            | Fase             |
| -- | ---------- | -------------------- | ------ | -------------------- | ----------------- | --------------- | ---------------- |
| 1  | 44 742     | Universidad de Chile | 1–1    | Libertad             | Nacional          | 24 de maio      | Quartas de final |
| 2  | 43 211     | Universidad de Chile | 6–0    | Deportivo Quito      | Nacional          | 10 de maio      | Oitavas de final |
| 3  | 42 990     | Universidad de Chile | 0–0    | Boca Juniors         | Nacional          | 21 de junho     | Semifinais       |
| 4  | 42 983     | Boca Juniors         | 2–0    | Universidad de Chile | La Bombonera      | 14 de junho     | Semifinais       |
| 5  | 41 901     | Boca Juniors         | 1–1    | Corinthians          | La Bombonera      | 27 de junho     | Finais           |
| 6  | 40 870     | Peñarol              | 4–0    | Caracas              | Centenario        | 26 de janeiro   | Primeira fase    |
| 7  | 40 118     | Atlético Nacional    | 2–0    | Universidad de Chile | Atanasio Girardot | 14 de fevereiro | Fase de grupos   |
| 8  | 37 602     | Atlético Nacional    | 2–2    | Godoy Cruz           | Atanasio Girardot | 22 de julho     | Fase de grupos   |
| 9  | 37 500     | Corinthians          | 2–0    | Boca Juniors         | Pacaembu          | 4 de julho      | Finais           |
| 10 | 37 320     | Boca Juniors         | 1–0    | Fluminense           | La Bombonera      | 17 de maio      | Quartas de final |

- i. ^ Considera-se apenas o público pagante

## Artilharia
| 8 gols (2) - Matías Alustiza (Deportivo Quito) - Neymar (Santos) 7 gols (1) - Dorlan Pabón (Atlético Nacional) 6 gols (2) - Junior Fernandes (Universidad de Chile) - Leandro Damião (Internacional) 5 gols (3) - Emanuel Herrera (Unión Española) - Emerson Sheik (Corinthians) - Javier Orozco (Cruz Azul) 4 gols (8) - Alan Kardec (Santos) - Ángelo Henríquez (Universidad de Chile) - Danilo (Corinthians) - José Ariel Núñez (Libertad) - Luis Fernando Mosquera (Atlético Nacional) - Mariano Pavone (Lanús) - Mario Regueiro (Lanús) - Matías Rodríguez (Universidad de Chile) 3 gols (20) - Alecsandro (Vasco da Gama) - Diego Souza (Vasco da Gama) - Federico Insúa (Vélez Sársfield) - Fidel Martínez (Deportivo Quito) - Fred (Fluminense) - Jorge Henrique (Corinthians) - Juan Román Riquelme (Boca Juniors) - Juan Sánchez Miño (Boca Juniors) - Leandro Caruso (Godoy Cruz) - Luciano Figueroa (Emelec) - Luiz Antônio (Flamengo) - Mauro Óbolo (Vélez Sársfield) - Pablo Mouche (Boca Juniors) - Pablo Velázquez (Libertad) - Pablo Zeballos (Olimpia) - Paulinho (Corinthians) - Paulo Henrique Ganso (Santos) - Santiago Silva (Boca Juniors) - Sebastián Jaime (Unión Española) - Víctor Cáceres (Libertad) 2 gols (35) - Alan Pulido (Tigres) - Augusto Fernández (Vélez Sársfield) - Borges (Santos) - Darío Bottinelli (Flamengo) - Deivid (Flamengo) - Edixon Perea (Cruz Azul) - Elano (Santos) - Fabián Estoyanoff (Peñarol) - Felipe Gutiérrez (Universidad Católica) - Fellipe Bastos (Vasco da Gama) - Germán Cano (Nacional-PAR) - Gustavo Lorenzetti (Universidad de Chile) - Jean Paul Pineda (Unión Española) - Jhasmani Campos (Bolívar) - Jherson Córdoba (Atlético Nacional) - Jorge Zambrana (Peñarol) - Juninho (Vasco da Gama) - Léo Moura (Flamengo) - Luciano Civelli (Libertad) - Luciano Leguizamón (Arsenal de Sarandí) - Luis Checa (Deportivo Quito) - Luis Páez (Junior) - Luis Tejada (Juan Aurich) - Marcelo Díaz (Universidad de Chile) - Mauro Caballero (Libertad) - Nicolás Freitas (Peñarol) - Nicolás Olivera (Defensor Sporting) - Pablo Ledesma (Boca Juniors) - Roberto Ovelar (Universidad Católica) - Rodrigo Ramallo (The Strongest) - Ronaldinho (Flamengo) - Tabaré Viudez (Nacional-URU) - Vágner Love (Flamengo) - Vladimir Hernández (Junior) | 2 gols (continuação) - Vladimir Marín (Olimpia) - William Ferreira (Bolívar) 1 gol (141) - Adrián Cortés (Cruz Azul) - Alex (Corinthians) - Anderson (Fluminense) - Andrés D'Alessandro (Internacional) - Ángel Chourio (Deportivo Táchira) - Ángel Mena (Emelec) - Ariel Bogado (Nacional-PAR) - Arnaldo Castorino (Olimpia) - Brahian Alemán (Defensor Sporting) - Braulio Leal (Unión Española) - Carlinhos (Fluminense) - Carlos Adrián Valdez (Peñarol) - Carlos Araujo (Lanús) - Carlos Carbonero (Arsenal de Sarandí) - Carlos Fierro (Chivas Guadalajara) - Carlos Ruiz Peralta (Nacional-PAR) - César Carranza (Lanús) - Christian Giménez (Cruz Azul) - Claudio Centurión (Real Potosí) - Claudio Mosca (Arsenal de Sarandí) - Dagoberto (Internacional) - Damián Lizio (Bolívar) - Darío Cvitanich (Boca Juniors) - Daúd Gazale (Universidad Católica) - David Ramírez (Vélez Sársfield) - Deco (Fluminense) - Dedé (Vasco da Gama) - Diego Álvarez (Atlético Nacional) - Diego Martín Rodríguez (Defensor Sporting) - Diego Sevillano (Godoy Cruz) - Diego Valeri (Lanús) - Diego Villar (Godoy Cruz) - Douglas (Corinthians) - Edemir Rodríguez (Bolívar) - Edgardo Britez (Real Potosí) - Edu Dracena (Santos) - Eduardo Aranda (Olimpia) - Elton (Corinthians) - Emanuel Villa (Cruz Azul) - Emiliano Vecchio (Unión Española) - Emilio Zelaya (Arsenal de Sarandí) - Enzo Andía (Universidad Católica) - Ernesto Cristaldo (The Strongest) - Eugenio Mena (Universidad de Chile) - Ever Cantero (Bolívar) - Fábio Santos (Corinthians) - Facundo Castillón (Godoy Cruz) - Facundo Roncaglia (Boca Juniors) - Fernando Cordero (Unión Española) - Fernando Gaibor (Emelec) - Gilberto (Internacional) - Gonzalo Barriga (Unión Española) - Gonzalo Villagra (Unión Española) - Gustavo Cristaldo (Nacional-PAR) - Héctor Quiñónes (Junior) - Henrique (Santos) - Iván Bella (Vélez Sársfield) - Iván Vélez (Junior) - Javier Araújo (Juan Aurich) - Jesús Dátolo (Internacional) - Jô (Internacional) - João Pedro (Peñarol) - Joazinho Arroé (Alianza Lima) - Jonathan Charquero (Alianza Lima) - Jorge Córdoba (Arsenal de Sarandí) - Jorge Curbelo (Godoy Cruz) - Jorge Daniel Núñez (Once Caldas) - Jorge Fucile (Santos) - Jorge Ortiz (Arsenal de Sarandí) - José Carlos Fernández (Alianza Lima) - José Luis Quiñónez (Emelec) - José Peraza (Caracas) - Juan David Valencia (Atlético Nacional) - Juan Luis Anangonó (El Nacional) | 1 gol (continuação) - Juan Manuel Insaurralde (Boca Juniors) - Juan Manuel Martínez (Vélez Sársfield) - Juan Pablo Caffa (Arsenal de Sarandí) - Julio Bevacqua (Deportivo Quito) - Leandro Euzébio (Fluminense) - Leandro Somoza (Boca Juniors) - Leonardo Sigali (Godoy Cruz) - Liédson (Corinthians) - Lorgio Álvarez (Bolívar) - Lucas Pratto (Vélez Sársfield) - Luis Caballero (Olimpia) - Luis Carlos Ruiz (Junior) - Luis Saritama (Deportivo Quito) - Maranhão (Cruz Azul) - Maranhão (Santos) - Marcelo Zalayeta (Peñarol) - Marcos Aguirre (Nacional-URU) - Marcos Mondaini (Emelec) - Mario González (Once Caldas) - Matías Britos (Defensor Sporting) - Mauricio Parra (Deportivo Táchira) - Mauro Camoranesi (Lanús) - Mauro Díaz (Unión Española) - Maxi Biancucchi (Olimpia) - Maximiliano Callorda (Defensor Sporting) - Maximiliano Pérez (Peñarol) - Miguel Curiel (Alianza Lima) - Miguel Samudio (Libertad) - Nei (Internacional) - Néstor Camacho (Libertad) - Nicolás Aguirre (Arsenal de Sarandí) - Nicolás Blandi (Boca Juniors) - Nicolás Sánchez (Godoy Cruz) - Nílton (Vasco da Gama) - Omar Arellano (Chivas Guadalajara) - Omar Bravo (Cruz Azul) - Oscar (Internacional) - Óscar Murillo (Atlético Nacional) - Osvaldo González (Universidad de Chile) - Pablo Escobar (The Strongest) - Pablo Frontini (Bolívar) - Paolo Hurtado (Alianza Lima) - Paúl Minda (El Nacional) - Pedro Fernández (Deportivo Táchira) - Rafael Moura (Fluminense) - Rafael Sóbis (Fluminense) - Ralf (Corinthians) - Rodolfo Gamarra (Libertad) - Rodrigo Mora (Peñarol) - Romarinho (Corinthians) - Rubén Ramírez (Godoy Cruz) - Sebastián Domínguez (Vélez Sársfield) - Sebastián González (The Strongest) - Sergio Aquino (Libertad) - Sergio Herrera (Deportivo Táchira) - Sergio Ibarra (Sport Huancayo) - Sergio Órteman (Olimpia) - Sherman Cárdenas (Junior) - Silvio Romero (Lanús) - Silvio Torales (Nacional-PAR) - Teófilo Gutiérrez (Lanús) - Thiago Carleto (Fluminense) - Tinga (Internacional) - Vicente Sánchez (Nacional-URU) - Wálter Flores (Bolívar) - Walter Ibáñez (Alianza Lima) - Welinton (Flamengo) Gols-contra (9) - Christian Ramos (Alianza Lima, para o Vasco da Gama) - Clemente Rodríguez (Boca Juniors, para o Arsenal) - Daniel Vaca (The Strongest, para o Juan Aurich) - Dedé (Vasco da Gama, para o Nacional-URU) - Leonardo Sigali (Godoy Cruz, para o Atlético Nacional) - Óscar Bagüí (Emelec, para o Flamengo) - Osvaldo González (Universidad de Chile, para o Libertad) - Rafael (Santos, para o Bolívar) - Walter Ibáñez (Alianza Lima, para o Libertad) |